# Sfântul Fanurie
Fanurie este un martir creștin, recunoscut de Biserica Ortodoxă ca sfânt. El este sărbătorit la 27 august.
Nu se știe cu exactitate locul și timpul martirajului său, ci doar că a trăit în insula Rodos. Fanurie era un militar creștin, care, potrivit tradiției răspândite în insula Creta, avea o mamă păcătoasă pentru a cărei îndreptare se ruga permanent. A fost ucis de păgânii închinători la idoli pentru că nu a vrut să renunțe la credința creștină. În momentul chinurilor sale martirice, Fanurie l-ar fi implorat pe Dumnezeu să-i ajute pe cei care se vor ruga pentru mântuirea mamei sale.
În secolul al XIV-lea s-a descoperit în ruinele unei biserici vechi din Rodos o icoană a unui tânăr în haină militară, ținând în mâna dreaptă o cruce. De jur-împrejurul chipului său erau reprezentate scene ale muceniciei sale. Episcopul Nil a descifrat inscripția de pe icoană: „Sfântul Fanurie”.
Cultul său este foarte răspândit în Grecia, în special în insula Creta, unde Sfântul Fanurie este considerat a fi făcător de minuni. Angelos Akotantos din insula Creta a pictat mai multe icoane ale sfântului, în multe dintre ele reprezentându-l pe acesta ucigând un balaur; această tradiție este întâlnită în special în insula Creta în icoane din secolul al XV-lea când se spune că rugăciunile adresate lui ar fi salvat pe mulți cretani din mâinile invadatorilor otomani.
În tradiția greacă există obiceiul să se împartă plăcinte ca milostenie „pentru iertarea mamei lui Fanurie”.

## Legături externe
- Despre Fanurie la enciclopedia OrthodoxWiki
- en  Viața Sf. Fanurie Arhivat în 1 octombrie 2011, la Wayback Machine.
- Sfantul Mucenic Fanurie, 13 septembrie 2012, CrestinOrtodox.ro
- Sfântul Fanurie sau mucenicia pentru Hristos la 19 ani[nefuncțională]
, 27 august 2009, Augustin Păunoiu, Ziarul Lumina
- Sfantul Fanurie - viata si patimirea, 13 septembrie 2012, CrestinOrtodox.ro